# Exochus dominus
Exochus dominus là một loài tò vò trong họ Ichneumonidae.